# Маджідабад (Мазендеран)
Маджідабад (перс. مجيداباد) — село в Ірані, у дегестані Дабуй-є Джонубі, у бахші Дабудашт, шагрестані Амоль остану Мазендеран. За даними перепису 2006 року, його населення становило 85 осіб, що проживали у складі 23 сімей.

## Клімат
Середня річна температура становить 17,21 °C, середня максимальна – 31,06 °C, а середня мінімальна – 3,90 °C. Середня річна кількість опадів – 859 мм.
| Клімат поселення                              | Клімат поселення | Клімат поселення | Клімат поселення | Клімат поселення | Клімат поселення | Клімат поселення | Клімат поселення | Клімат поселення | Клімат поселення | Клімат поселення | Клімат поселення | Клімат поселення | Клімат поселення |
| Показник                                      | Січ.             | Лют.             | Бер.             | Квіт.            | Трав.            | Черв.            | Лип.             | Серп.            | Вер.             | Жовт.            | Лист.            | Груд.            |                  |
| Середній максимум, °C                         | 11,73            | 12,09            | 15,40            | 21,00            | 24,54            | 27,77            | 30,88            | 31,06            | 28,27            | 23,54            | 18,30            | 14,09            |                  |
| Середня температура, °C                       | 7,82             | 8,18             | 11,48            | 17,09            | 20,62            | 23,84            | 26,10            | 26,30            | 23,50            | 18,77            | 13,51            | 9,31             |                  |
| Середній мінімум, °C                          | 3,90             | 4,26             | 7,56             | 13,17            | 16,71            | 19,93            | 21,32            | 21,51            | 18,72            | 14,00            | 8,73             | 4,53             |                  |
| Норма опадів, мм                              | 93               | 70               | 60               | 28               | 25               | 22               | 23               | 52               | 93               | 149              | 128              | 116              |                  |
| Середньомісячна швидкість вітру, м/с          | 2.15             | 2.50             | 2.41             | 2.44             | 2.40             | 2.87             | 2.61             | 2.11             | 2.00             | 1.88             | 1.82             | 2.07             |                  |
| Середньомісячна сонячна радіація, кДж/м²·день | 8251             | 10380            | 12495            | 15758            | 19945            | 21904            | 21535            | 18739            | 15439            | 12043            | 9595             | 7786             |                  |
| --------------------------------------------- | ---------------- | ---------------- | ---------------- | ---------------- | ---------------- | ---------------- | ---------------- | ---------------- | ---------------- | ---------------- | ---------------- | ---------------- | ---------------- |
| Джерело:                                      |                  |                  |                  |                  |                  |                  |                  |                  |                  |                  |                  |                  |                  |